# Boțoi, Vaslui
Boțoi este un sat în comuna Dragomirești din județul Vaslui, Moldova, România.
Satul este menționat în legea 2/1968, dar recensământul din 2002 nu înregistrează date despre el. Nu există însă nicio modificare a legii 2/1968 care să consemneze dispariția satului.
 Acest articol despre o localitate din județul Vaslui este deocamdată un ciot. Puteți ajuta Wikipedia prin completarea lui.